# سانتیاگو آیالا
سانتیاگو آیالا (اسپانیایی: Santiago Ayala‎؛ زادهٔ ۱۶ اکتبر ۱۹۱۸ - درگذشت ۱۳ سپتامبر ۱۹۹۴) با نام هنری چوکارو (اسپانیایی: El Chúcaro‎) رقص‌پرداز و هنرمند نامدار رقص اهل آرژانتین بود که تخصصش در زمینهٔ باله و رقص‌های فولکلور این کشور بود.
او در سال ۱۹۸۶ میلادی با کمک و دستور اجرایی رائول آلفونسین رئیس‌جمهور آرژانتین، «مرکز ملی باله فولکلوریک» را بنیان نهاد.
وی در چندین تئاتر، فیلم سینمایی و تلویزیونی نیز به عنوان بازیگر، هنرنمایی کرده‌است.